# Fenetylin hydrochlorid
Fenetylin hydrochlorid je kombinační lék a proléčivo amfetaminu a theofylinu. Lék se prodával jako stimulans pod obchodními názvy captagon, biocapton a fitton. Začal být zneužíván jako psychoaktivní droga a ve většině zemí byl zakázán. Je populární zejména v oblasti Blízkého východu, kde je užíván jako rekreační droga nebo stimulátor pro vojáky. Pro svou finanční dostupnost v těchto zemích bývá označován jako „kokain chudých“. V roce 2023 je největším producentem drogy Sýrie, kde tato droga je jejím největším vývozním artiklem.
Poprvé byla látka vyrobena v roce 1961 v německé chemické společnosti Degussa. Jako lék se používala na léčbu dětí s ADHD, méně často také na léčbu narkolepsie a deprese. Byl vnímán jako bezpečnější než samotný amfetamin, když tolik nezvyšoval krevní tlak a tedy mohl být používán i u pacientů s kardiovaskulárními potížemi. V 80. letech pronikl do Saúdské Arábie a dalších zemí Perského zálivu. Postupně se však ukázaly i jeho negativní vlastnosti, zejména návykovost a halucinogenní účinky. V roce 1981 byl v USA protidrogovou organizací DEA přidán na seznam kontrolovaných látek a v roce 1986 byl WHO zařazen do Seznamu I Úmluvy o psychotropních látkách, a ve většině států světa tedy zakázán.

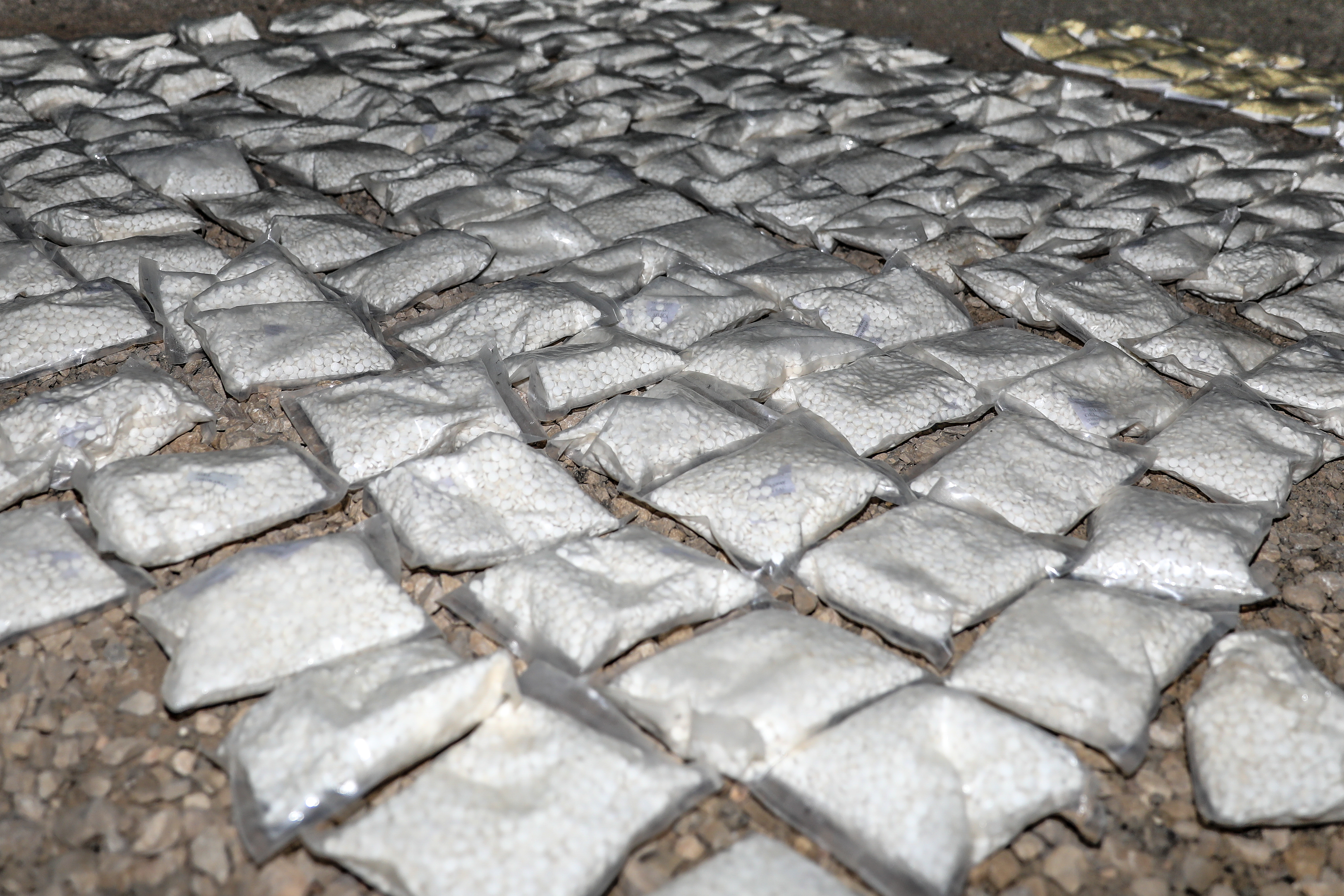
Balíčky s captagonem zabavené v Sýrii v roce 2018

Jako droga je populární zejména v oblasti Blízkého východu, mimo něj příliš známý a užívaný není. V roce 2015 užívalo v Saúdské Arábii ve věkové skupině 12 až 22 let 40 % drogově závislých právě tuto drogu.
V Sýrii, která je největším producentem této drogy, captagon hrál důležitou roli v tamní dlouhotrvající občanské válce. Zisky z jejího exportu byly používány k nákupu zbraní, drogu také používali jako stimulant samotní bojovníci. V části Sýrie, ovládané režimem Bašára al-Asada, velkou část produkce a vývozu drogy měla na starosti čtvrtá obrněná divize Syrské armády, kterou vedl Bašárův bratr Máhir. Droga byla exportována přes přístav v Latákii nebo pozemní cestou přes Jordánsko či Libanon.
Při akci vedené libanonskou armádní rozvědkou byla v údolí Bikáa počátkem července 2025 odhalena rozsáhlá podzemní laboratoř produkující drogu.